# Matylda Matoušková-Šínová
Matylda Matoušková-Šínová (née le 29 mars 1933 à Brno) est une gymnaste artistique tchécoslovaque.

## Biographie
Matylda Matoušková-Šínová remporte aux Jeux olympiques d'été de 1952 à Helsinki la médaille de bronze du concours général par équipe. Elle participe aux Jeux olympiques d'été de 1956 à Melbourne sans obtenir de médaille. Elle est ensuite médaillée d'argent par équipe aux Championnats du monde de gymnastique artistique 1958 à Moscou et aux Jeux olympiques d'été de 1960 à Rome.
Elle est mariée au gymnaste Zdeněk Růžička.

## Palmarès

### Jeux olympiques
- Helsinki 1952
  -  médaille de bronze au concours général par équipes.
- Rome 1960
  -  médaille d'argent au concours général par équipes.

### Championnats du monde
- Moscou 1968
  -  médaille d'argent au concours général par équipes.